# オオアレチノギク
オオアレチノギク（大荒地野菊、学名: Conyza sumatrensis）は、キク科イズハハコ属の植物の一種。種小名は「スマトラの」という意味であるが、南アメリカ原産で、日本では昭和初期からの帰化植物。道端や荒れ地で見られる雑草。

## 形態・生態
秋に芽生え、ロゼットで越冬する。夏には1.5-2m程度まで生長し、茎の上部に多数の花をつける。
葉は両面に短毛が寝て生え、根生葉は浅い鋸歯のある細長い倒披針形、茎葉は鋸歯がほとんどなく細長い披針形である。花は徳利型の頭状花で、長さ5mm程度。舌状花は目立たず花弁がない花に見える。果実は痩果で薄茶色の冠毛をつける（写真参照）。
同属のアレチノギクに似るが、当種のほうが背が高く、主茎が長い。また、頭花の形状がずんぐりしたたる型であることで区別がつく。ヒメムカシヨモギもよく似ているが、オオアレチノギクは灰緑色であるのに対して、ヒメムカシヨモギは黄緑色であることで区別できる。

## 分布
南アメリカを原産地とし、アフリカ、アジア（日本を含む）、オセアニアに移入分布する。

### 外来種問題
日本では1920年に東京都にて初めて野生化が確認され、現在では本州（主に関東地方以西）から九州（及び沖縄）までの各地に広く定着している。農作地や牧草地の雑草として問題となり、さらに在来種の植物を駆逐する可能性もある。日本生態学会によって日本の侵略的外来種ワースト100に選定されており、外来生物法にて要注意外来生物にも指定されている。